# يان دين
يان دين (بالإنجليزية: Ian Dean)‏ هو مصارع هاوي بريطاني، ولد في 3 يوليو 1970 في ليفربول في المملكة المتحدة، وتوفي في 14 أغسطس 2018 في أورلاندو في الولايات المتحدة بسبب نوبة قلبية.

## روابط خارجية
- يان دين على موقع CageMatch worker (الإنجليزية)
- يان دين على موقع قاعدة بيانات المصارعة على الإنترنت (الإنجليزية)